# 王肫
王肫，山西清源人，明朝政治人物。舉人出身。

## 生平
永樂六年，戊子科山西鄉試中舉，后任渭源縣知縣。